# エスタディオ・ビセンテ・カルデロン
エスタディオ・ビセンテ・カルデロン（Estadio Vicente Calderón）は、スペイン・マドリードにあったサッカー専用スタジアム。設計者は元アトレティコ・マドリード会長のハビエル・バローソ
かつては、リーガ・エスパニョーラのアトレティコ・マドリードのホームスタジアムだった。
開場は1966年。収容人数は54,851人。

## 概要
スタジアムの下には高速道路が通っている、世界でも非常に珍しいスタジアムである。昔は、スタジアムの側を流れるマンサナーレス川から名を取り「デル・マンサナーレス」という名称であったが、1987年にヘスス・ヒル会長により、先代の名である「ビセンテ・カルデロン」へ変更された。なお、UEFAによるスタジアム評価では、最上級の5つ星を獲得している。
アトレティコ・マドリードの試合だけでなく、スペイン代表の試合も数多く行われ、1982年のスペインW杯では、フランス対オーストリア、北アイルランド対オーストリア、フランス対北アイルランドの3試合が開催された。
2007年夏、隣接するビール工場跡地を含めた再開発計画が発表され、取り壊しが決定した。アトレティコ・マドリードはオリンピック開催に向けて新設されていたエスタディオ・オリンピコ・デ・マドリード（エスタディオ・メトロポリターノ）へ3年以内に本拠地を移す予定になっていた。しかし、2012年、2016年、2020年の3大会に立候補したが、いずれも落選したため、2013年にアトレティコ・マドリードの所有となり、再び改修案を発表。
2017-18シーズンから、アトレティコのホームスタジアムはエスタディオ･メトロポリターノへ移された。
2019年7月から解体工事が開始された。